# Pszenica twarda

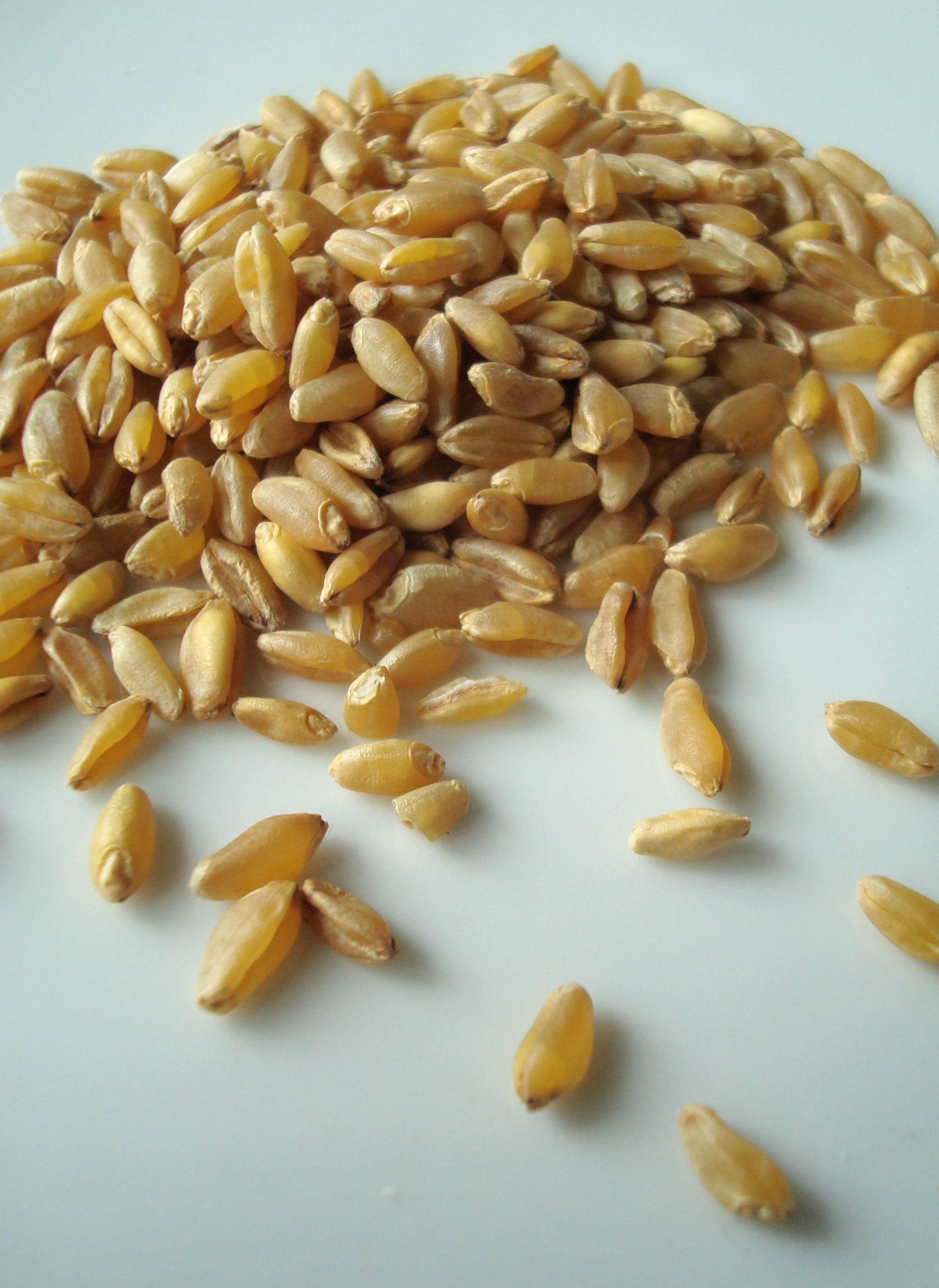
Ziarniaki pszenicy twardej

Pszenica twarda, p. makaronowa, p. durum (Triticum durum Desf.) – gatunek pszenicy z rodziny wiechlinowatych. Powstała w wyniku mutacji genowej pszenicy płaskurki (Triticum dicoccum). Jest tetraploidem, ma 28 chromosomów.

## Morfologia
Roślina jednoroczna, trawa o wysokości 1–1,8 m i grubych, ościstych kłosach. Występuje zarówno w postaci jarej, jak i ozimej. Osadka kłosa jest łamliwa, jej pięterka omszone, kłosy i ości często bywają czarne. Kłos ma niemal taką samą szerokość, jak grubość, ziarniaki są wyraźnie wypukłe z garbem. Ma nagie ziarna, bez plew. Ziarniaki tej pszenicy w porównaniu do pszenicy zwyczajnej są bardzo twarde, szkliste, ich wnętrze jest bursztynowo-żółte (u zwyczajnej białe). Wytwarza w bielmie barwnik luteinę co w najprostszy sposób odróżnia ją od pszenicy zwyczajnej.

## Porównanie z pszenicą zwyczajną
Główne różnice między pszenicą twardą a zwyczajną, zwaną miękką:
- W odmianach twardych łodyga jest wypełniona luźnym miąższem, w miękkich jest pusta.
- Ziarno pszenicy twardej jest mniejsze.
- Pszenica twarda mniej reaguje spadkiem plonu i jakości ziarna przy niedoborach wody.
- Mąka z pszenicy twardej (durum) zawiera więcej glutenu, ziarna skrobi są twarde i drobne. Przez to pszenica twarda bardziej nadaje się do makaronów, a miękka nadaje się do robienia puszystego ciasta.
- Pszenica twarda daje mniejszy plon o 0,2–0,5 t/ha, ale jest mniej podatna na choroby i szkodniki i prawie się nie kruszy.

## Zastosowanie
Z jej ziarniaków wyrabia się mąkę i kaszę. Ziarniaki pszenicy twardej zawierają więcej glutenu, dzięki czemu mąka z niej lepiej nadaje się do produkcji makaronu, z tego też względu nazywana jest pszenicą makaronową. Podczas gotowania makaron z mąki z pszenicy twardej pozostaje zwarty i ma bursztynowy kolor, podczas gdy makaron z pszenicy zwyczajnej staje się lepki i jest jasnoszary, w związku z czym jest dobarwiany.

## Uprawa
Jest drugim, po pszenicy zwyczajnej, najczęściej uprawianym gatunkiem pszenicy, stanowi tylko 5% do 8% światowej produkcji pszenicy. Pszenicę twardą uprawia się w rejonach świata o suchym klimacie, gorącym dniu i chłodnej nocy. Tradycyjne rejony jej uprawy to Afryka Północna, Europa Południowa, Turcja, Syria, Dakota Północna w Stanach Zjednoczonych i południowy Saskatchewan w Kanadzie. W 2022 r. największym światowym producentem była Kanada (6,1 mln ton), będąc także największym światowym eksporterem. W Unii Europejskiej jest produkowana w 14 państwach. W 2020 r. łącznie wyprodukowano około 7,5 mln ton. Głównymi producentami w UE są Włochy (3,8 mln ton), wytwarzając ponad połowę produkcji w UE, kolejni to Francja (1,3 mln ton), Hiszpania (830 tys. ton) i Grecja (750 tys. ton).
Wśród 4 głównych producentów plony, średnio za lata 2019–2021, w krajach UE: (Włochy – 3,2 t/ha, Hiszpania – 2,9 t/ha, Grecja – 2,3 t/ha, Francja 5,7 t/ha).
W Polsce przed II wojną światową, głównie na kresach wschodnich, uprawiano odmiany jare pszenicy twardej: Puławska Twarda, Hela. W Polsce około 2000 roku prowadzono badania porównawcze genotypów pszenicy twardej w polskich warunkach klimatycznych. Większość badanych genotypów miała średnią wysokość od 70 do 80 cm, charakteryzują się średnią odpornością na wyleganie, słabą zimotrwałością oraz zawartością białka mniejszą niż u odmian uprawianych na południu Europy. W 2019 r. w Polsce zarejestrowano 4 odmiany pszenicy twardej ozimej i jedną odmianę jarą.

## Udział w kulturze
W Biblii pszenica wymieniona jest ponad 70 razy. Pszenica twarda i zwyczajna opisane są hebrajskim słowem ḥíţţa(h), oraz innymi, ogólnymi, oznaczającymi: zboże, zboże stojące na polu, garść ściętego zboża, pojedyncze źdźbło, zboże wymłócone, ale nie oczyszczone, zboże wymłócone i oczyszczone, zboże prażone, pasza, obrok. W czasach biblijnych w Królestwie Izraela pszenica twarda była uprawiana, ale w mniejszym stopniu.
Oczekiwanie na dojrzewanie pszenicy było w Królestwie Izraela połączone z wieloma świętami rolniczymi. Podczas święta Szawuot (Święto Żniw) świątyni ofiarowywano plon pszenicy.